# Nilpotent
In de wiskunde wordt een element {\displaystyle x} van een ring {\displaystyle R} nilpotent genoemd als er een zeker positief geheel getal {\displaystyle n} bestaat zodat {\displaystyle x} tot de macht {\displaystyle n} gelijk is aan nul
{\displaystyle x^{n}=0}

## Voorbeelden
- De bovenstaande definitie kan in het bijzonder worden toegepast op vierkante matrices. De matrix

{\displaystyle \mathbf {A} ={\begin{pmatrix}0&1&0\\0&0&1\\0&0&0\end{pmatrix}}}
is nilpotent omdat {\displaystyle \mathbf {A} ^{3}=0}. Men spreekt van een nilpotente matrix.
- In de factorring {\displaystyle \mathbb {Z} /9\mathbb {Z} }, is de klasse van 3 nilpotent, omdat {\displaystyle 3^{2}} congruent is met 0 modulo 9.

- De ring van de quaternionen bevat een kegel van nilpotenten.

## Eigenschappen
Geen enkel nilpotent element behalve in een triviale ring {0} kan een eenheid zijn, die maar een enkel element 0 = 1 bevat. Alle nilpotente elementen die van nul verschillen zijn nuldelers.
Een vierkante matrix waarvan een orde geen coëfficiënten heeft in een commutatief lichaam is dan en slechts dan nilpotent als zijn karakteristieke polynoom gelijk is aan {\displaystyle T^{n}}. Dit is alleen het geval wanneer {\displaystyle \mathbf {A} ^{n}=0}.
Nilpotente elementen van een commutatieve ring vormen een ideaal, de nilradicaal van deze ring. 
Als {\displaystyle x} nilpotent is, dan is {\displaystyle 1-x} een eenheid, omdat {\displaystyle x^{n}=0} inhoudt dat
{\displaystyle (1-x)(1+x+x^{2}+\ldots +x^{n-1})=1-x^{n}=1}

## Overige
- De nilpotente groepen vormen een klasse van groepen, die oplosbaar zijn en die alle commutatieve groepen omvatten.
- Een operator {\displaystyle Q} in de natuurkunde, die voldoet aan {\displaystyle Q^{2}=0}, is nilpotent. Het BRST formalisme is een belangrijk voorbeeld.